# 932 Hooveria
A 932 Hooveria (ideiglenes jelöléssel 1920 GV) a Naprendszer kisbolygóövében található aszteroida. Johann Palisa fedezte fel 1920. március 23-án, Bécsben.